# 예뉘 우파리

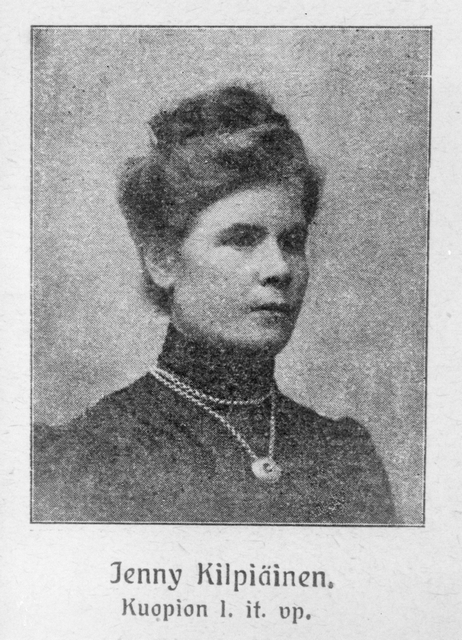

예뉘 우파리(핀란드어: Jenny Upari: 1882년 1월 30일-1948년 4월 9일)는 핀란드의 정치인이다. 혼전 성은 킬피애이넨(Kilpiäinen), 재혼전 성은 누오티오(Nuotio)다.
1882년 알렉산테르 킬피애이넨과 마리아 뮐뤼세의 딸로 태어났다. 어려서 재봉 일을 시작했고 16세 나이로 비푸리 노동자협회에 가입했다. 1906년에서 1907년 사이 핀란드 노동조합연맹에서 서기를 지냈다. 제1차 러시아화 정책 당시 활발하게 반러시아 활동에 참여했다.
1905년 총파업으로 의회개혁이 이루어진 뒤 이루어진 최초의 총선거가 1907년 3월 15일-16일에 실시되었을 때 출마했다. 당시 나이가 불과 25세로 선거법상 권리 연령인 24세보다 1살 많았다. 북카리알라 쿠오피오 동부 선거구에서 핀란드 사회민주당 소속으로 출마, 당선되어 핀란드 첫 총선거의 최연소 의원이 되었다. 선거 출마 당시 임신 중이었다.
첫 회기가 소집되기 전에 비푸리의 경찰관 빌레하드 누오티오(Villehad Nuotio)와 결혼했다. 당시 공문서에 예뉘 누오티오의 직업 란에는 "경찰관의 아내"라고 적혀 있다.
가을 회기가 시작되기 전에 출산휴가를 제출하고 9월 및 10월 회기에 자기 대신 출석할 사람을 정해주길 신청했다. 당시 의회의장 페르 에빈드 스빈후부드는 출산휴가에 관한 것을 안건에 부쳤지만 부재중 대리 출석은 받아주지 않았다. 1907년 9월 2일, 예뉘 누오티오의 9월-10월 회기 결석에 관한 안건이 논의되었다. 따로 연설이나 투표 없이 통과되었다. 스빈후부드 의장은 예뉘 누오티오의 임신에 관해서는 언급하지 않고 다만 "건강 문제"라고만 말하며 쾌유를 빈다고 했다. 이는 핀란드 의회의원이 출산휴가를 사용한 최초의 사례였으며, 향후 의회 관습에 선례가 되었다.
1908년 봄 의회에 복귀했으나 차르 니콜라이 2세가 의회를 해산시키면서 임기가 끝났다. 1908년 총선에는 출마하지 않았다.
빌레하드 누오티오와의 사이에 보이토(Voitto, 1907년-1916년), 카우코(Kauko, 1908년-1939년) 두 아이를 낳았다. 이혼한 뒤 1918년 정원사 유호 알렉시 우파리와 재혼하고 쉴바 요하나(Sylva Johanna)를 입양했다.

## 참고 자료
- E. Katainen, Jenny Nuotion piipahdus parlamentissa. Artikkeli teoksessa Yksi kamari – kaksi sukupuolta : Suomen eduskunnan ensimmäiset naiset. 1997
- Upari, Jenny. Kansallisbiografia-verkkojulkaisu.
- Jenny Upari Suomen kansanedustajat. Eduskunta.